# جی سیلوستر
جی سیلوستر (انگلیسی: Jay Silvester؛ زادهٔ august ۲۷, ۱۹۳۷ (۸۷ سال)) ورزشکار دو و میدانی اهل ایالات متحده آمریکا است.
وی در مسابقات کشوری و بین‌المللی در مجموع برندهٔ ۱ مدال نقره شده‌است.